# Napeogenes otaxes
Napeogenes otaxes är en fjärilsart som beskrevs av Frederick DuCane Godman 1899. Napeogenes otaxes ingår i släktet Napeogenes och familjen praktfjärilar. Inga underarter finns listade i Catalogue of Life.